# Italo-Argentins
 (janvier 2017).
Si vous disposez d'ouvrages ou d'articles de référence ou si vous connaissez des sites web de qualité traitant du thème abordé ici, merci de compléter l'article en donnant les références utiles à sa vérifiabilité et en les liant à la section « Notes et références ».

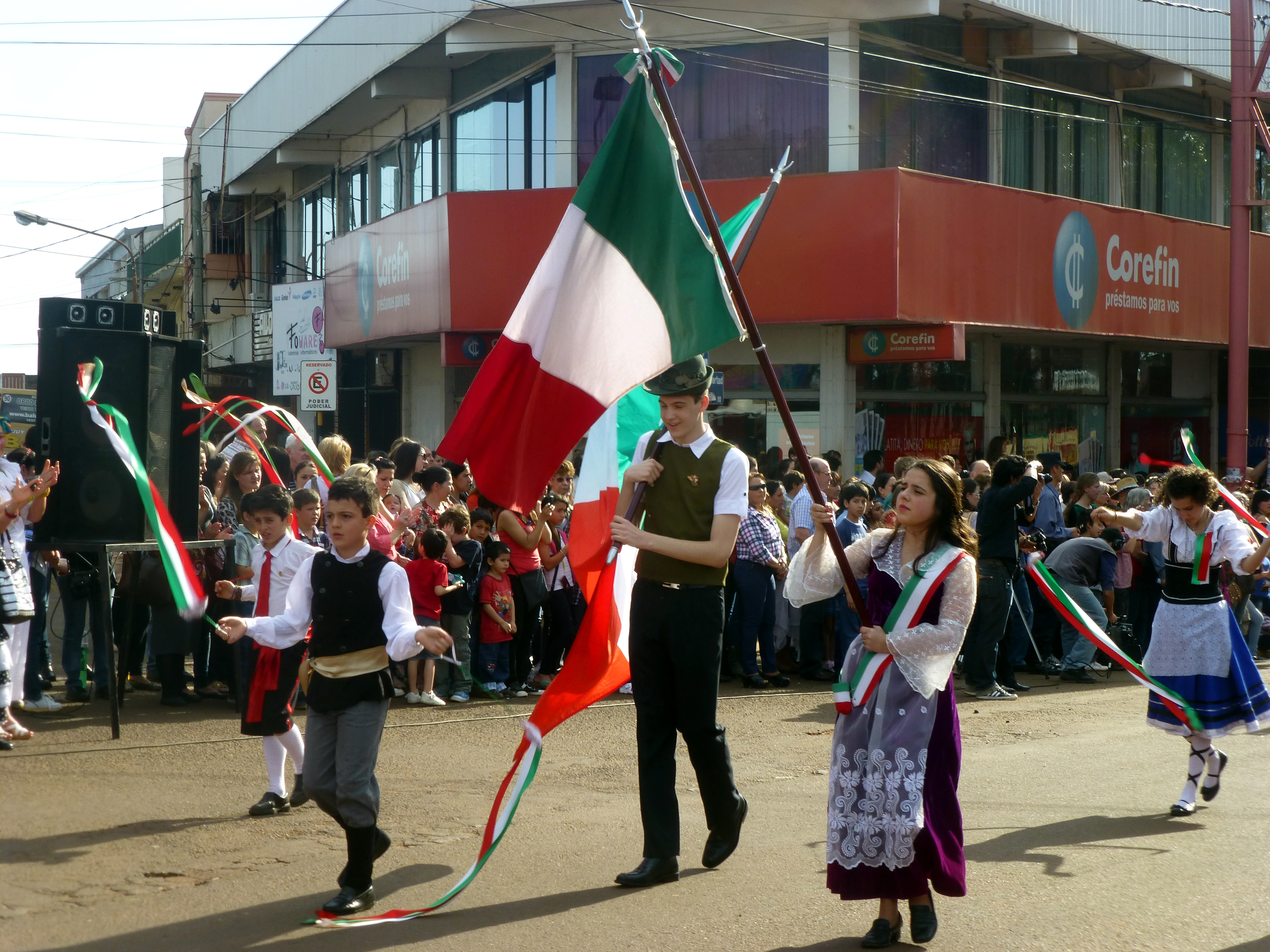

Les Italos-Argentins sont des Italiens qui ont émigré en Argentine. 

## Histoire
À partir des années 1880, plus de 2 400 000 Italiens arrivent sur les côtes d'Argentine. En 2011, on trouve plus de 31 millions, ou 62,5 % d'Argentins, ayant des origines italiennes. 
Ils provenaient surtout du sud de l'Italie, soit de la Campanie, de Calabre, et plus généralement du royaume des Deux-Siciles. 
L'immigration italienne en Argentine, de même que l'immigration espagnole, donne sa structure à la société argentine. La culture argentine a des connexions importantes à la culture italienne en termes de langage et de coutumes.
Avec le temps, la langue italienne laisse place à l'espagnol, mais avec un fort accent italien, qui varie d'une région à une autre de l'Argentine. En 1939, environ 30 % de la population Argentine parlait l'italien, à des degrés divers, et moins de 5 % en 2010.   
La traversée était très longue, dans de conditions déplorables. Les Italiens fuient leur pays de la pauvreté et de la crise économique. Arrivés en Argentine, les Italiens peuplent surtout la côte argentine, et Buenos Aires en particulier. Puis d'autres s'en allèrent peupler la plaine. Leur religion était surtout le catholicisme, qu'ils pratiquaient énormément en Argentine. Les Italiens se sont mis à travailler surtout dans le secteur des chantiers.

## Galerie

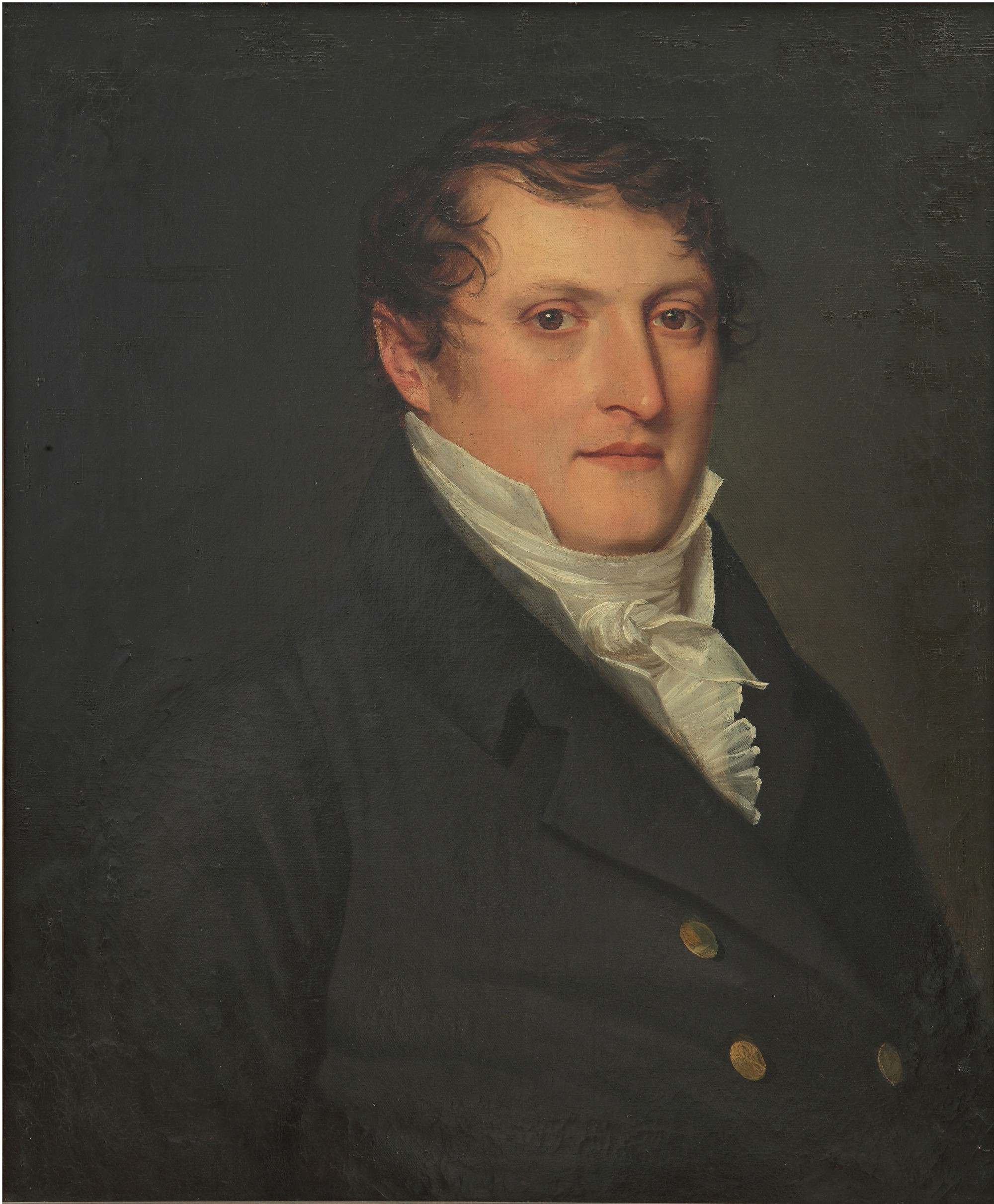
Manuel Belgrano, militaire.
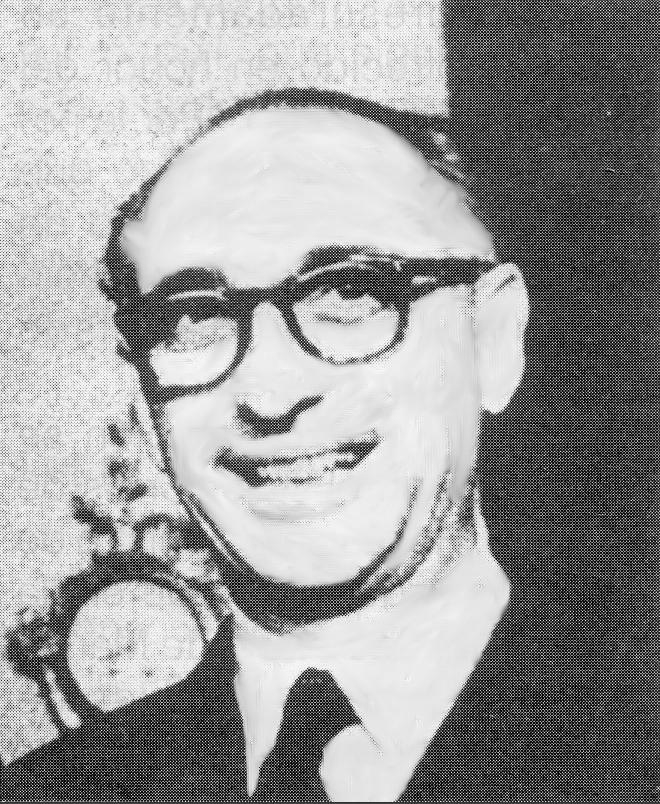
Arturo Frondizi, président de l'Argentine.
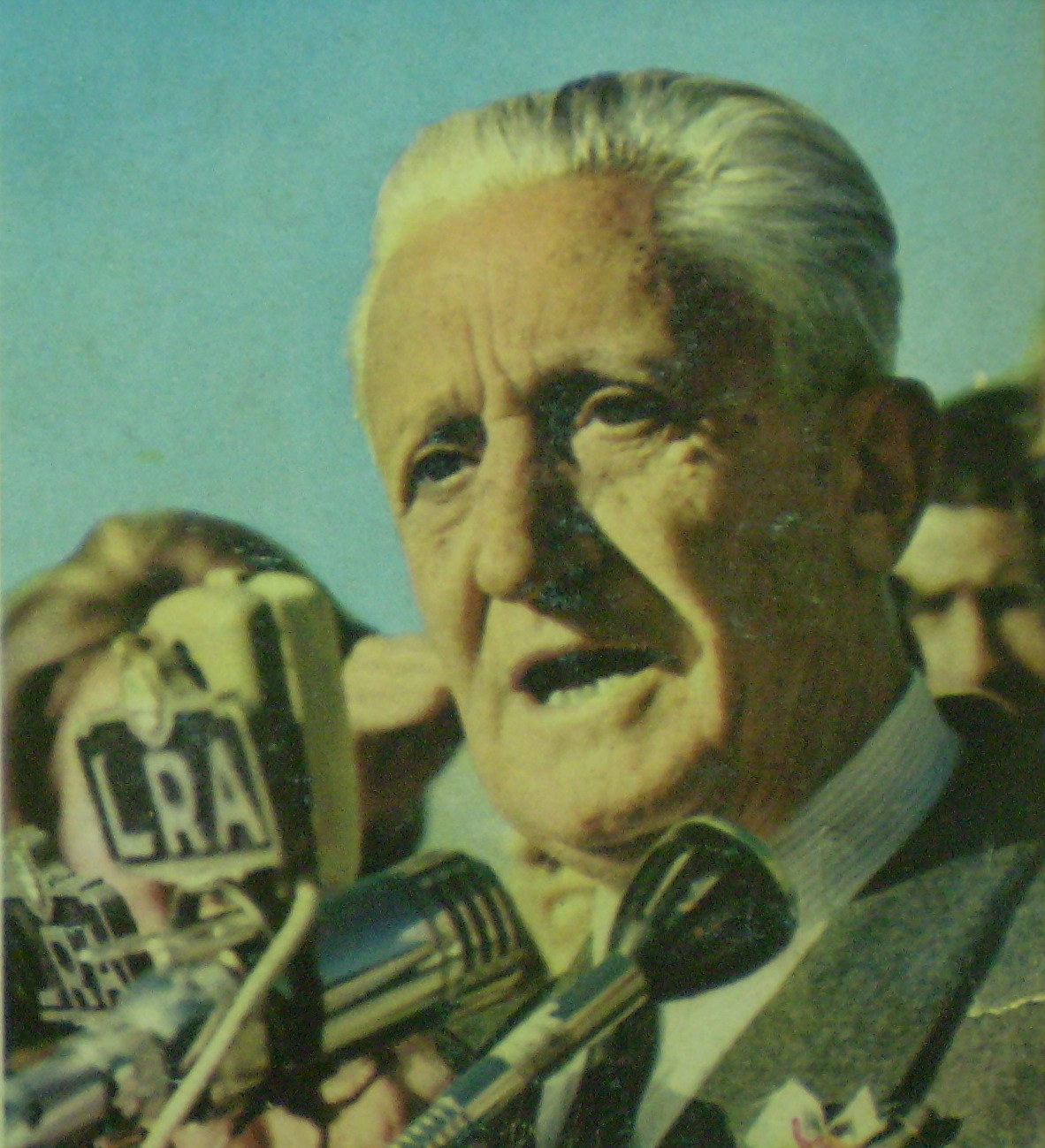
Arturo Umberto Illia, président de l'Argentine.
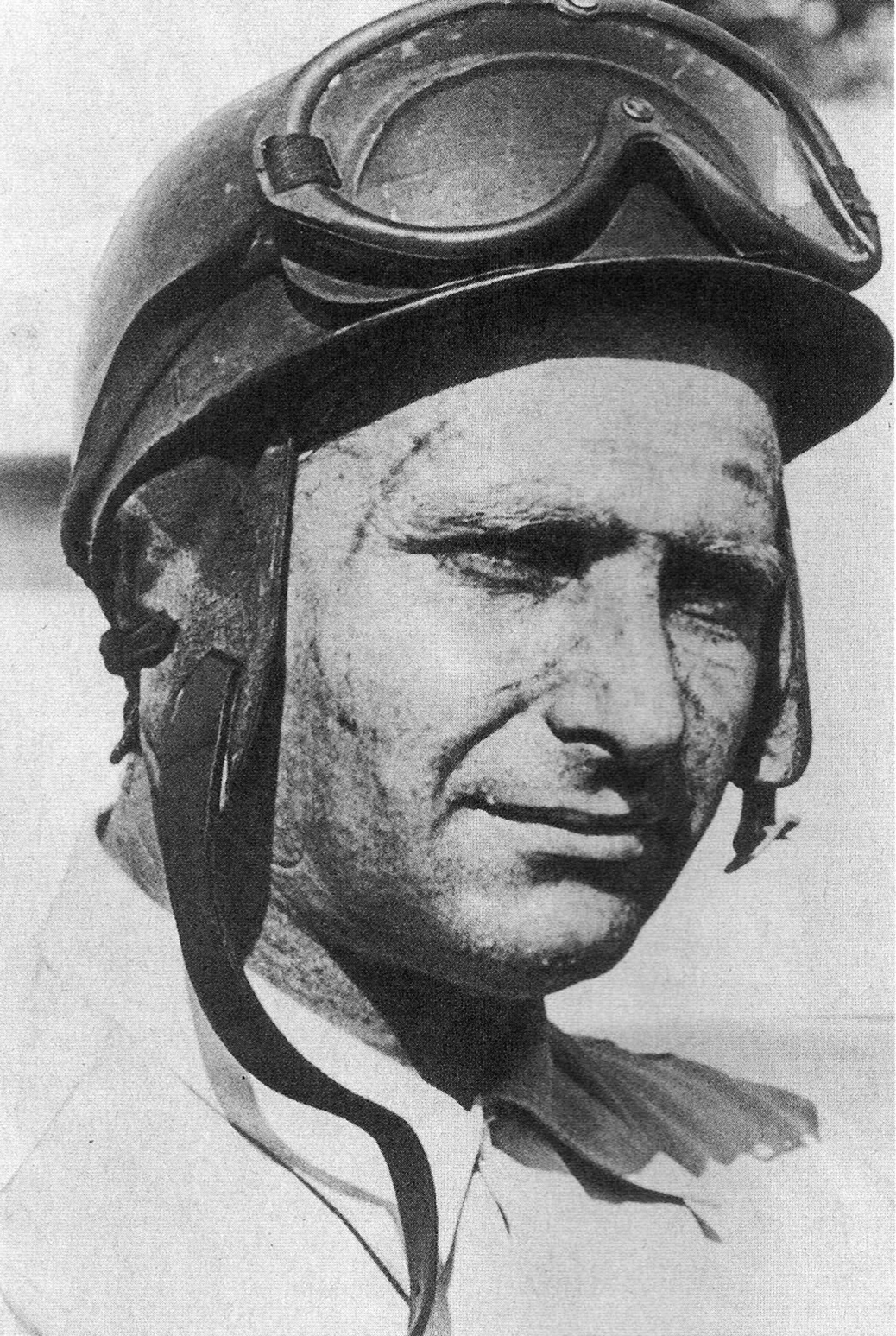
Juan Manuel Fangio, pilote automobile.
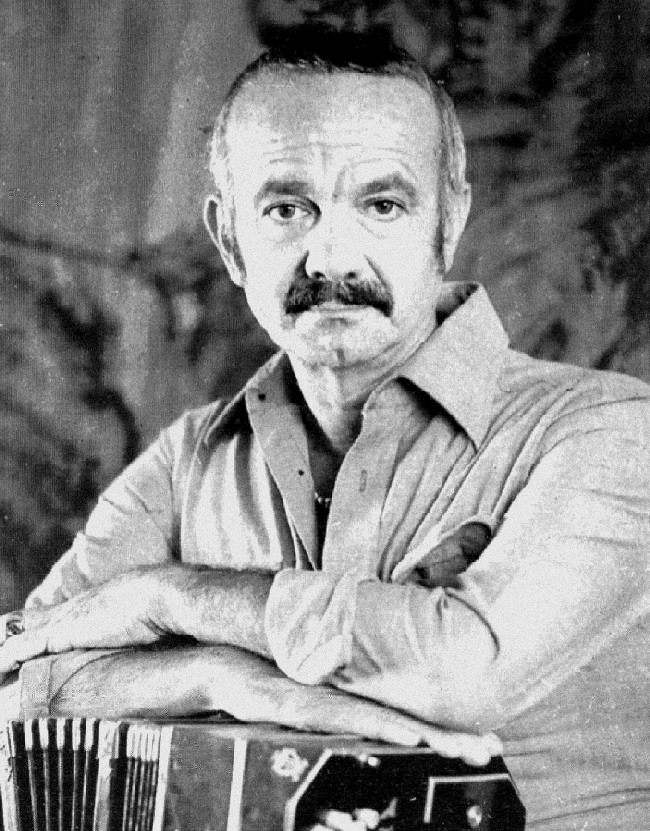
Ástor Piazzolla, compositeur.
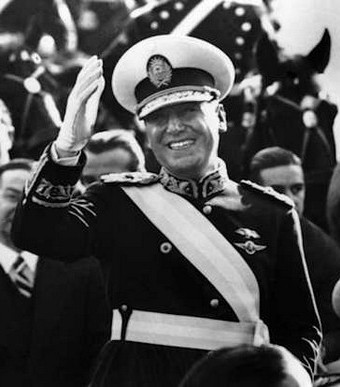
Juan Perón, président de l'Argentine.
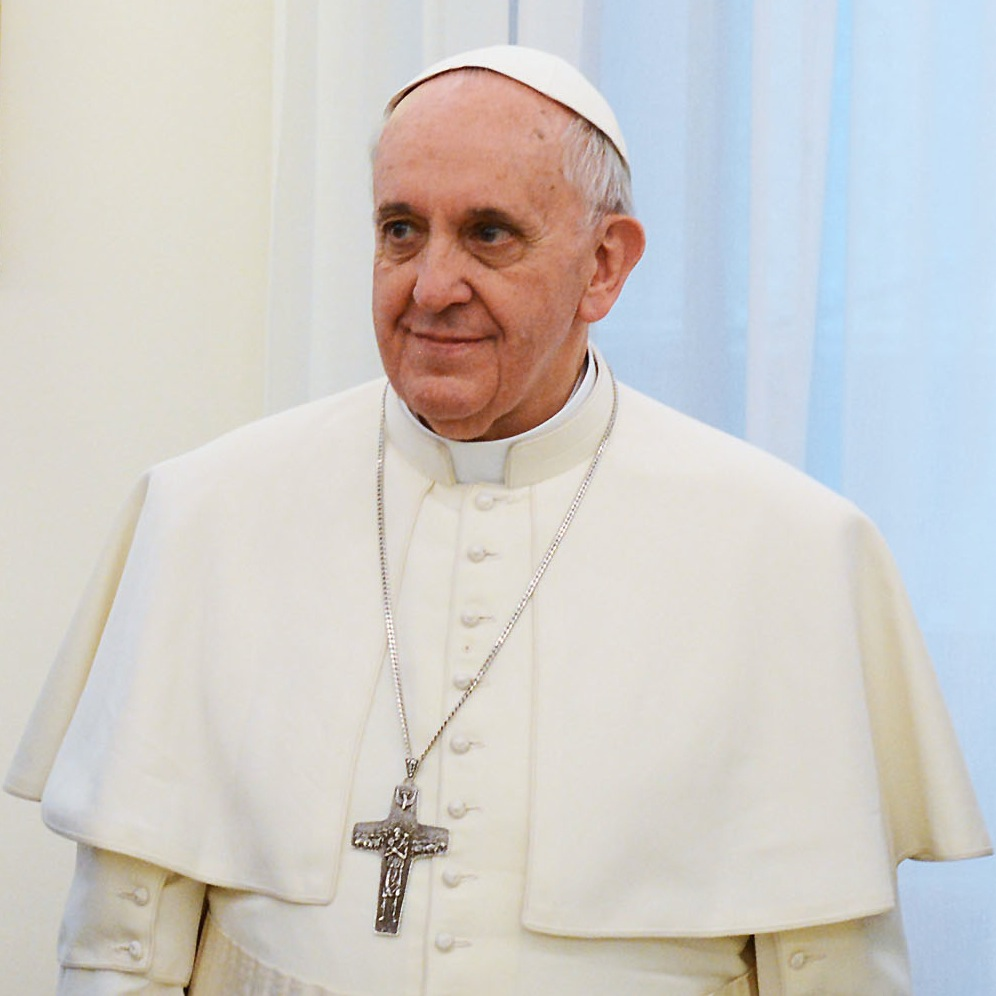
Le pape François (Jorge Mario Bergoglio)
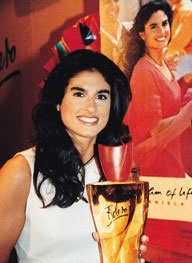
Gabriela Sabatini, joueuse de tennis.
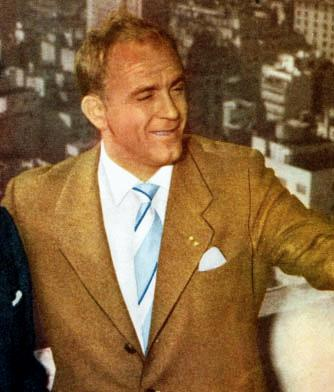
Alfredo Di Stéfano, footballeur.
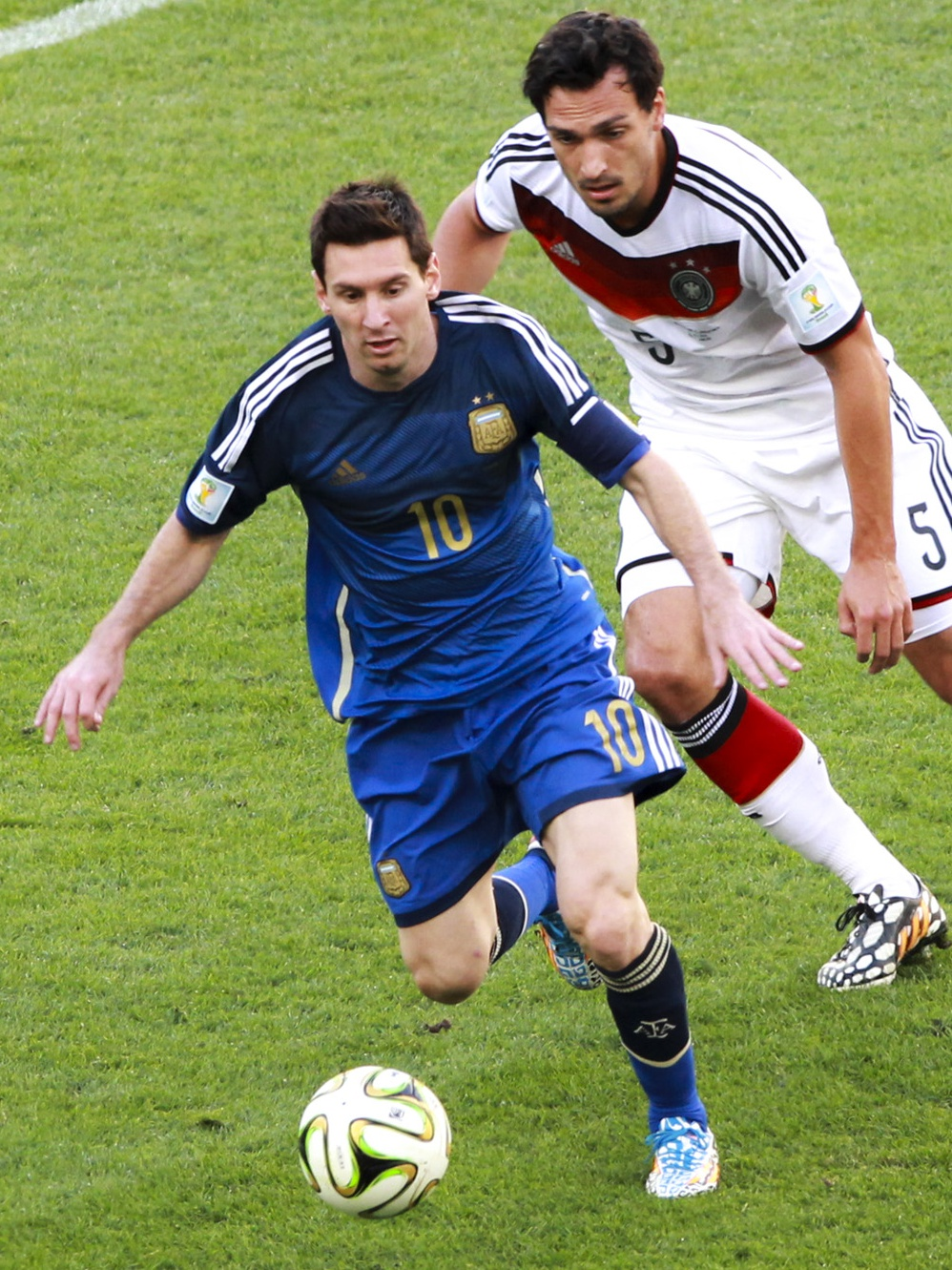
Lionel Messi, footballeur.
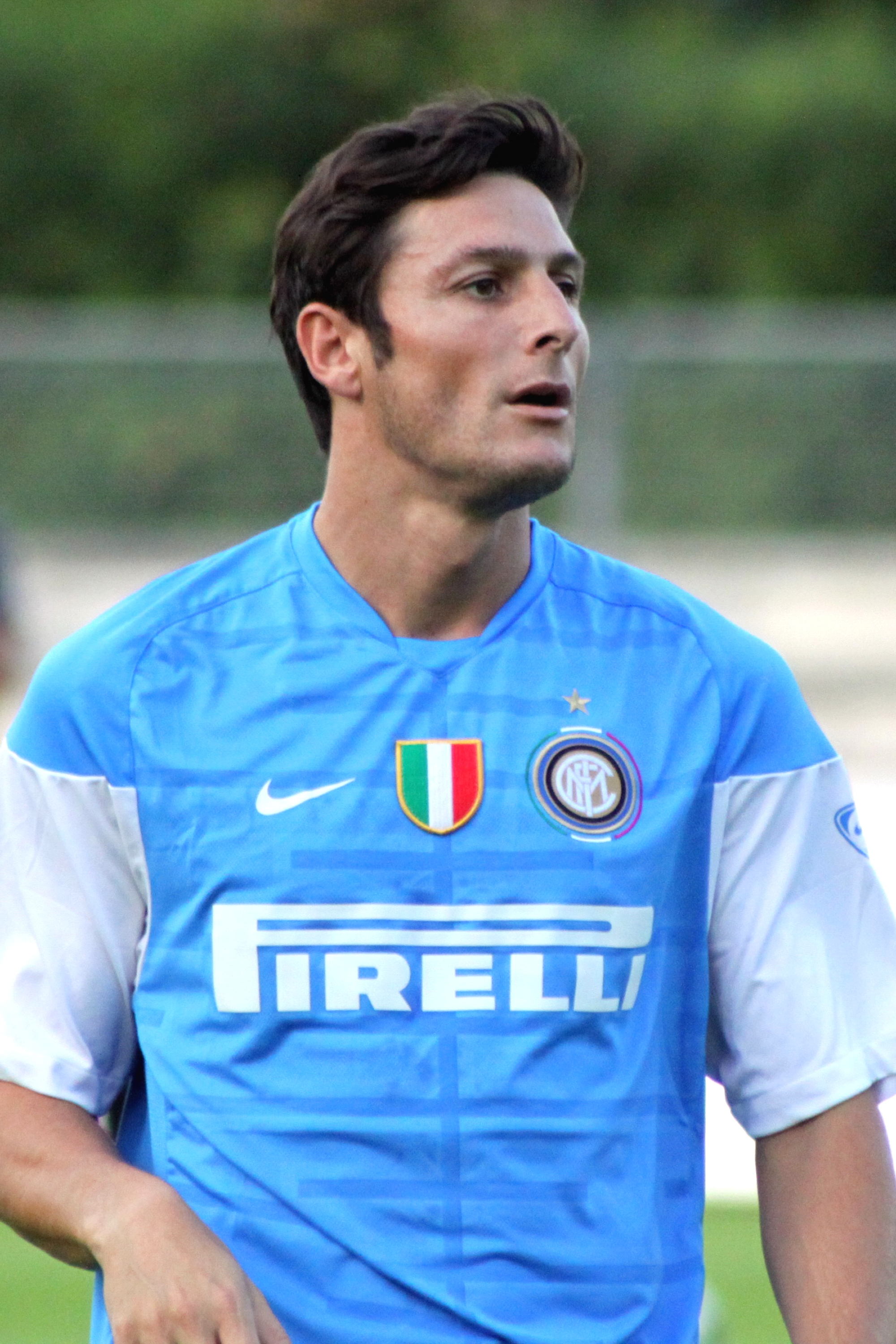
Javier Zanetti, footballeur.
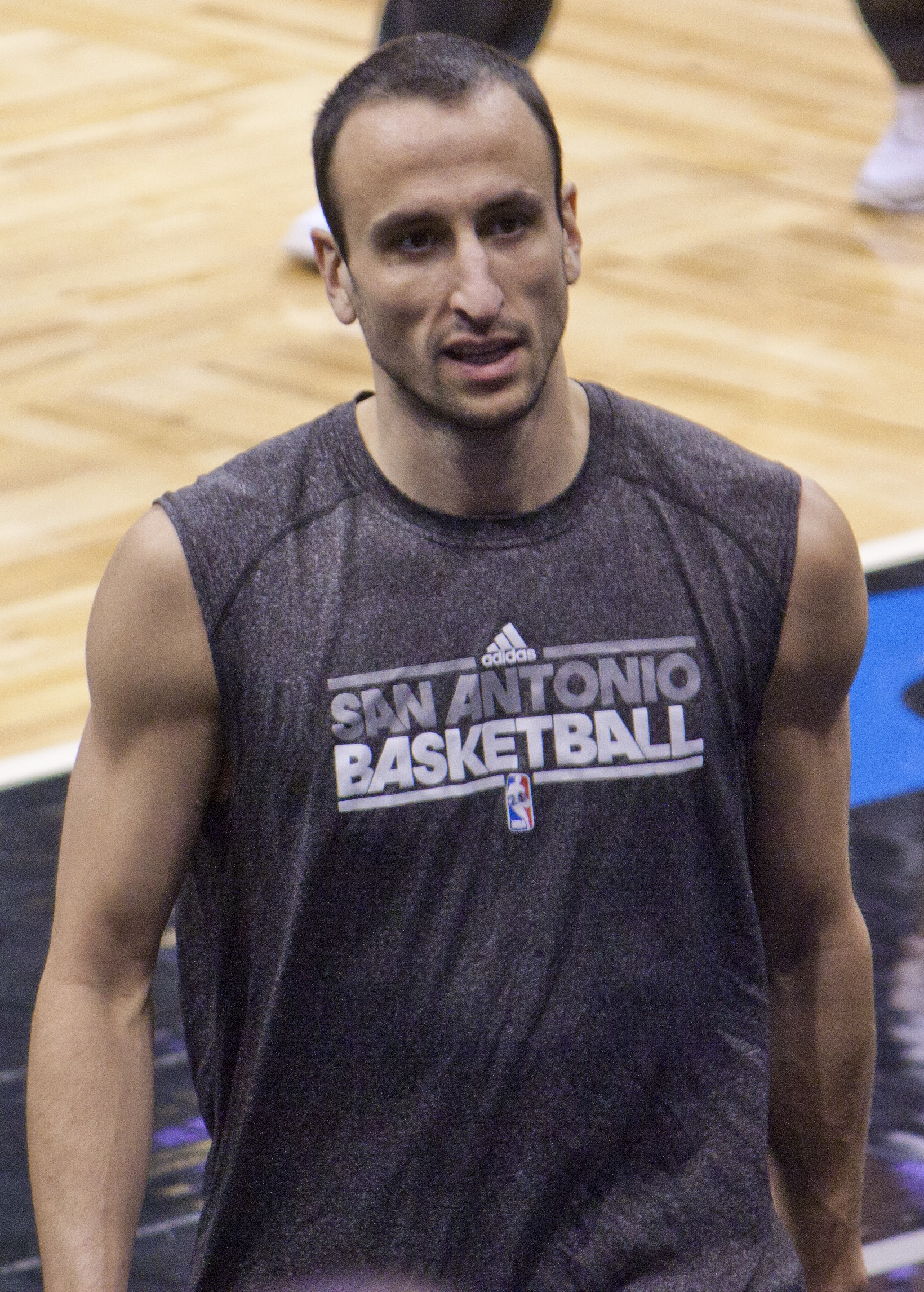
Manu Ginóbili, joueur de basket-ball.